# Route du Rhum 2022
Navigation
2018 2026
La Route du Rhum 2022, officiellement Route du Rhum - Destination Guadeloupe 2022, est la douzième édition de la Route du Rhum, course transatlantique en solitaire. Initialement prévu le dimanche 6 novembre 2022 à 13 h 2, le départ de Saint-Malo est reporté trois jours plus tard, le mercredi 9 à 14 h 15, en raison d'une forte détérioration des conditions météo prévues dans les 36 premières heures de la course. La flotte est répartie en six catégories : Ultime, Ocean Fifty, IMOCA, Class40, Rhum Multi et Rhum Mono.
Le 16 novembre, Charles Caudrelier, sur l'Ultime Maxi Edmond de Rothschild, coupe la ligne d'arrivée devant Pointe-à-Pitre après 6 jours 19 heures 47 minutes 25 secondes de course, battant le précédent record de près de 20 heures.

## Parcours
L'organisation de la course est gérée par la société OC Sport Pen Duick.
La ligne de départ se situe au nord de la pointe du Grouin. La bouée du cap Fréhel est à laisser à tribord.
L'arrivée se fait à Pointe-à-Pitre en Guadeloupe. L'archipel est à contourner en le laissant à bâbord ; l'îlot de la Tête à l'Anglais est à laisser à bâbord et la bouée de Basse-Terre est à laisser à tribord.
La distance théorique à parcourir est de 3 542 milles (environ 6 560 km). Le départ unique initialement prévu à Saint-Malo le 6 novembre 2022 à 13 h 2 est décalé au mercredi 9 novembre à 14 h 15, compte tenu de la situation météo prévue sur les 36 premières heures de la course. La fermeture de la ligne d'arrivée est aussi reportée au 7 décembre à 18 heures.
Depuis la deuxième édition de l'épreuve (1982), les skippers des multicoques peuvent disposer du routage, une assistance météorologique apportée par une personne extérieure ; cette disposition est étendue aux navigateurs de la catégorie Rhum Mono. Pour les autres monocoques, les règlements des classes Imoca et Class40 interdisent l'utilisation du routage lors des épreuves de course au large.

## Déroulement

### Avant la course
En avril 2022, l'organisation annonce l'ajout de 18 invitations aux 120 places ouvertes initialement à l'inscription, portant ainsi le nombre total de skippers prévus au départ à 138, qui constitue le record de participations de l'épreuve, et aussi celui d'une course au large en général.
Après le forfait de Pierre Lacaze pour des problèmes de dos depuis le mois de septembre, c'est François Guiffant qui participe à la course à bord de Kattan.
Le mardi 25 octobre, lors du convoyage entre Concarneau et Saint-Malo, l’Ultime SVR Lazartigue de François Gabart abîme sa dérive centrale dans un choc avec un OFNI. La dérive est démontée et expédiée au chantier MerConcept à Concarneau pour réparation.
Le mercredi 26 octobre, la flotte composée des 138 navires est regroupée dans les bassins Vauban et Duguay-Trouin, le long des quais au pied des remparts et du Palais du Grand Large.
La sortie des écluses commence le vendredi 4 novembre avec les Ultimes, suivis des autres classes le samedi.
La veille du départ, la direction de course annonce le report du départ de la course compte tenu de la situation météo prévue sur les 36 premières heures de la course. C'est la première fois que l'épreuve est reportée depuis sa création en 1978.

### Pénalités, incidents et abandons
Dix-sept concurrents écopent d'une pénalité pour un départ anticipé, dont le tenant du titre en Class40 Yoann Richomme, ainsi que le favori de la classe Ultime Charles Caudrelier ; ils devront observer une pénalité de quatre heures dans un délai de quarante-huit heures. Le Team Gitana contestant le départ anticipé du Maxi Edmond de Rothschild, Charles Caudrelier continue sa course le 10 novembre, en attente d'une décision du jury. Le 11 novembre, le comité de course annonce annuler la pénalité du skipper breton, les traces GPS prouvant que le trimaran se situait à 50 mètres de la ligne au moment du départ.
Le 9 novembre, avant le départ, le navigateur Oren Nataf abandonne après que sa grand-voile s'est déchirée en deux lors d'un empannage.
Le 9 novembre, dans la phase de départ, Sam Goodchild à bord de son Ocean Fifty Leyton abandonne pour être soigné à l'hôpital. À la suite d'un problème technique, il a été heurté brutalement par les manivelles de sa colonne de winch.
Le 9 novembre, une collision entre les IMOCA d'Oliver Heer et de Kojiro Shiraishi contraint les deux navigateurs à rentrer à Saint-Malo. Le bateau du japonais DMG MORI Global One ne pourra pas être réparé rapidement : c'est l'abandon.
Dans la nuit du 9 au 10 novembre, Martin Louchart, à bord son Class40 Randstad-Ausy, heurte des rochers près de la côte du Finistère. Il fait demi-tour jusqu'à Saint-Malo et constate que les dégâts sont trop importants pour reprendre la course.
Le 10 novembre vers 3 heures du matin, le Class40 d'Antoine Magré s'échoue sur l'île de Batz ; le navigateur est récupéré par la SNSM et ramené à Roscoff.
Le 10 novembre vers midi, Armel Le Cléac'h constate la casse brutale de la dérive sous la coque centrale du Maxi Banque populaire XI qui naviguait pourtant dans des conditions de vent et de houle peu fortes ; le skipper fait une escale à Lorient pendant une journée et demie pour réparer la coque et la dérive puis reprend la course.
Le 11 novembre vers 3 h 30 du matin, l'IMOCA Groupe Apicil skippé par Damien Seguin démâte après avoir été percuté par un cargo dans le Golfe de Gascogne.
Le 12 novembre après-midi, l'IMOCA Bureau Vallée démâte (deux ris et J3), dans environ deux mètres de creux selon Louis Burton, le navigateur, qui n'est pas blessé.
Le 12 novembre au soir c'est le Class 40 Crosscall d'Aurélien Ducroz qui démâte à son tour.
Le soir du samedi 12 novembre, l'Ocean Fifty Solidaires En Peloton - ARSEP qui avait pris la tête au classement de sa catégorie la veille, chavire entre le Portugal et les Açores. Thibaut Vauchel-Camus n'est pas blessé et s'est réfugié dans la coque centrale du trimaran. Il est secouru le dimanche matin, après le lever du soleil, par Adrien Hardy et son navire de sauvetage Mérida, qui rapatrie le marin et remorque son navire en direction de l'Archipel des Açores.
Le 13 novembre au matin, dans le trio de tête des Rhum Multi, le catamaran CMA Île-de-France 60000 Rebonds chavire entre le Cap Finistère et les Açores, après une défaillance du pilote automatique, dans une violente rafale, entraînant un départ à l'abattée. Brieuc Maisonneuve, victime de quelques contusions, est récupéré par le leader des Rhum Mono Jean-Pierre Dick, dépêché sur place par la direction de course. Les deux navigateur font route ves les Açores,.
Le 13 novembre, abandon de Rupert Henry sur le Class40 Eora à la suite d'une défaillance structurelle d’une cloison avant du bateau.
Le 13 novembre au matin, Nexans - Art & Fenêtres, qui évolue dans le milieu du classement des IMOCA, est endommagé par une vague qui rompt son ballast tribord et provoque une voie d'eau. Les batteries sont touchées. Sans électricité, Fabrice Amedeo décide de se diriger vers Cascais. Quelques heures plus tard, de la fumée blanche se dégage des batteries. Fabrice Amedeo utilise un extincteur. La direction de course déroute James Harayda et son voilier, mais cette assistance ne sera finalement pas nécessaire. Le lendemain, 14 novembre, en milieu de journée, de la fumée jaune précède une explosion qui provoque un incendie ; l'usage d'un extincteur ne suffit pas à l'éteindre. Fabrice Amedeo embarque sur son radeau de survie dans une mer très houleuse et déclenche ses balises de détresse. L'IMOCA, en flammes, sombre. Le cargo M/V Maersk Brida, répond au message Mayday à la radio VHF de Fabrice Amedeo, le contact visuel est établi grâce à des fusées de détresse. Après environ trois heures, Fabrice Amedeo réussit, non sans difficultés, à se hisser de son canot jusque sur le cargo,,.
Le 14 novembre, Jean Galfione abandonne la course après des examens médicaux réalisés à Vigo et qui lui ont révélé une commotion cérébrale. Le navigateur avait reçu un gros choc à la tête au large de la Corogne à bord son class40 Serenis Consulting. Le navigateur avait repris la course après une escale à Brest en raison de problèmes techniques (grand-voile, entrée d’eau près de la quille, perte d’un aérien).
Le 15 novembre matin vers 5 heures, alors qu'il faisait route vers Vigo, Erwan Thibouméry doit abandonner son trimaran Interaction devenu incontrôlable dans des conditions de mer et de vent difficiles, à la suite de nombreux problèmes de voiles et d'une panne de moteur. Le navigateur est hélitreuillé par les secours espagnols, tandis que son bateau est retrouvé plus tard échoué sur la plage de Ferreira.
Le 16 novembre, quelques minutes avant le passage de la ligne d'arrivée par le vainqueur, la course déplore deux morts, salariés de OC Sport Pen Duick, après le chavirage d'un bateau suiveur affrété par l'organisation de la course,.
Le 23 novembre vers 20 heures, alors qu'il était en tête de la catégorie Rhum Multi, le trimaran Jess, barré par Gilles Buekenhout, chavire à 225 milles de la Tête à l’Anglais, soit à 280 milles de la ligne d'arrivée. Deux cargos, ainsi que les concurrents Loïc Escoffier et Roland Jourdain, sont déroutés pour rendre secours au skipper resté à bord de son voilier. Le chimiquier Chem Patriot embarque Gilles à son bord, en bonne santé, et le ramène en Guadeloupe.

## Concurrents
La course accueille 138 concurrents dont 131 hommes et 7 femmes, répartis en six catégories :
- classe Ultime : 8 inscrits
- classe Ocean Fifty, anciennement Multi50 : 8 inscrits
- classe IMOCA : 38 inscrits
- Class40 : 55 inscrits
- catégorie Rhum Multi : 17 inscrits
- catégorie Rhum Mono : 12 inscrits.

Le doyen de la flotte est Philippe Poupon, âgé de 68 ans, tandis que le plus jeune est Martin Louchart, âgé de 20 ans.
Le plus vieux voilier participant à l'épreuve est le monocoque Viabilis-Pen Duick III-ACH Pour les enfants de Robert Debré, construit pour Éric Tabarly il y a 55 années en 1967, et piloté par Arnaud Pennarun.
Quatorze pays sont représentées selon la nationalité des concurrents : l'Allemagne, l'Afrique du Sud, l'Australie, la Belgique, la Chine, la Croatie, les États-Unis, la France, la Hongrie, l'Italie, le Japon, la Nouvelle-Zélande, le Royaume-Uni et la Suisse.
103 bateaux débarquent en Guadeloupe avant la fermeture de la ligne d'arrivée, 5 voiliers arrivent hors délai, et 30 marins abandonnent la course.

### Classe Ultime
| Classe Ultime (8 inscrits), | Classe Ultime (8 inscrits), | Classe Ultime (8 inscrits), | Classe Ultime (8 inscrits), | Classe Ultime (8 inscrits), | Classe Ultime (8 inscrits), | Classe Ultime (8 inscrits), | Classe Ultime (8 inscrits), | Classe Ultime (8 inscrits), | Classe Ultime (8 inscrits), | Classe Ultime (8 inscrits), |
| Skipper                     | Âge                         | Nb P                        | Bateau                      | Lancé                       | Cl Gén                      | Cl Cat                      | Date d'arrivée              | Temps de course             | Moyennes (nœuds)            |                             |
| --------------------------- | --------------------------- | --------------------------- | --------------------------- | --------------------------- | --------------------------- | --------------------------- | --------------------------- | --------------------------- | --------------------------- | --------------------------- |
| Charles Caudrelier          | 48 ans                      | 1re                         | Maxi Edmond de Rothschild   | 2017                        | 1er                         | 1er                         | 16 novembre 2022            | 6 j 19 h 47 min 25 s        | 21,6 / 26,9                 |                             |
| François Gabart             | 39 ans                      | 3e                          | SVR-Lazartigue              | 2021                        | 2e                          | 2e                          | 16 novembre 2022            | 6 j 23 h 3 min 15 s         | 21,2 / 26,1                 |                             |
| Thomas Coville              | 54 ans                      | 7e                          | Sodebo Ultim 3              | 2019                        | 3e                          | 3e                          | 16 novembre 2022            | 7 j 6 h 37 min 25 s         | 20,3 / 25,4                 |                             |
| Francis Joyon               | 66 ans                      | 8e                          | IDEC Sport                  | 2006                        | 4e                          | 4e                          | 18 novembre 2022            | 8 j 13 h 41 min 40 s        | 17,2 / 22,3                 |                             |
| Yves Le Blevec              | 57 ans                      | 3e                          | Actual                      | 2015                        | 5e                          | 5e                          | 18 novembre 2022            | 8 j 15 h 49 min 1 s         | 17,1 / 21,9                 |                             |
| Arthur Le Vaillant          | 34 ans                      | 2e                          | Mieux                       | 2014                        | 6e                          | 6e                          | 19 novembre 2022            | 10 j 1 h 26 min 51 s        | 14,7 / 19,2                 |                             |
| Armel Le Cléac'h            | 45 ans                      | 4e                          | Maxi Banque populaire XI    | 2021                        | 9e                          | 7e                          | 20 novembre 2022            | 10 j 22 h 49 min 24 s       | 13,5 / 19,8                 |                             |
| Romain Pilliard             | 46 ans                      | 2e                          | Use It Again! by Extia      | 2004                        | 49e                         | 8e                          | 25 novembre 2022            | 15 j 23 h 26 min 28 s       | 9,2 / 12,3                  |                             |

Course des Ultime

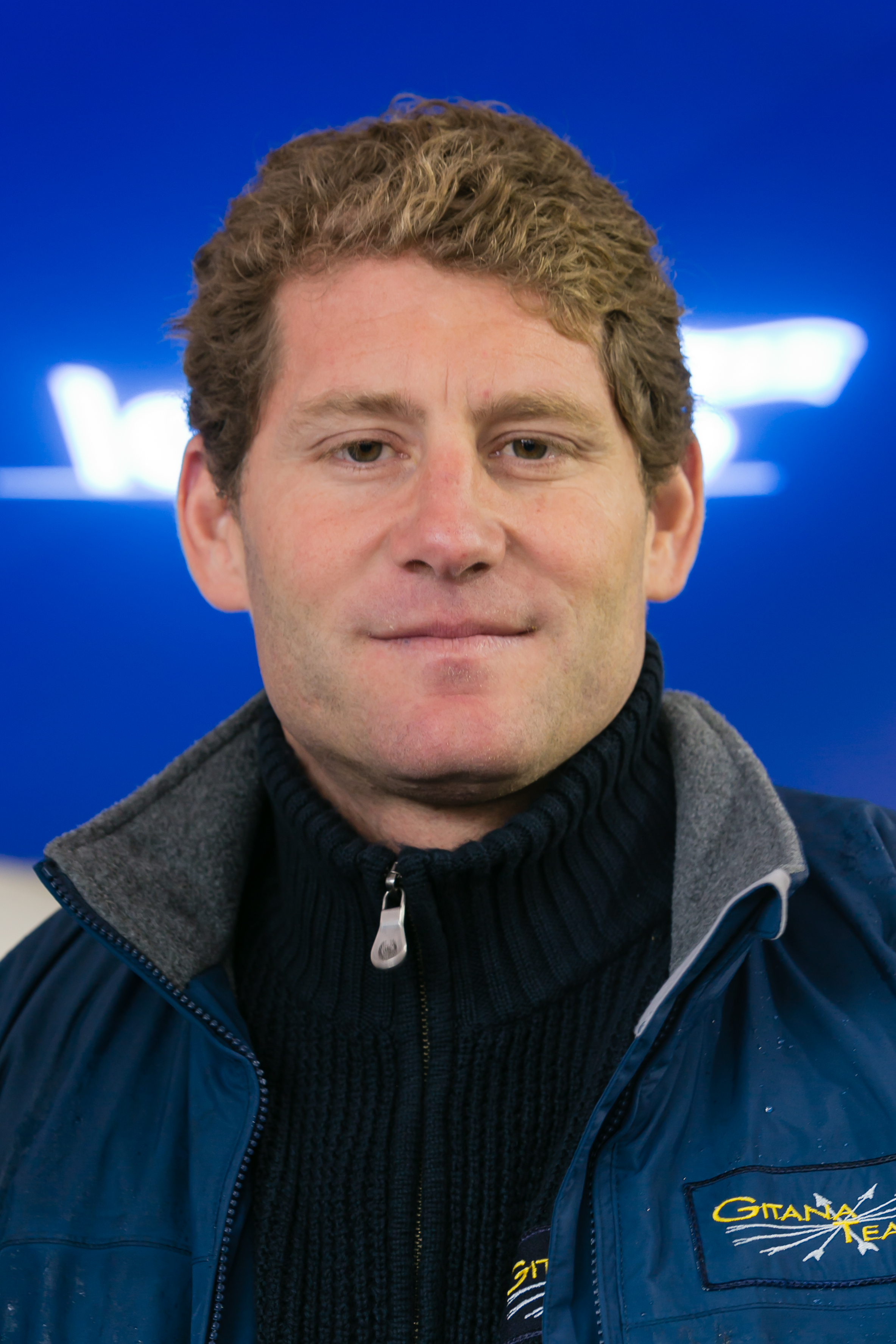
Charles Caudrelier.

Le 9 novembre, après un peu plus d'une heure de course (1 h 6 min), les trois premiers concurrents franchissent la bouée du Cap Fréhel dans l'ordre suivant : Charles Caudrelier à 15 h 21, Armel Le Cléac'h à 15 h 29 et François Gabart à 15 h 31. À 23 h 45, les deux premiers (Charles Caudrelier et Armel Le Cléac'h) passent entre le rail d'Ouessant et l'île d'Ouessant.
Le 11 novembre à 1 h 30, les deux premiers (Charles Caudrelier et François Gabart) passent au large du Cap Finisterre.
Le 12 novembre après-midi vers 16 heures, après un peu plus de trois jours de course, le trio de tête composé de Charles Caudrelier, François Gabart et Thomas Coville, traverse l'Archipel des Açores, avec des écarts d'environ 7 et 48 milles. Les navires progressent à des vitesses moyennes de 24 à 29 nœuds.

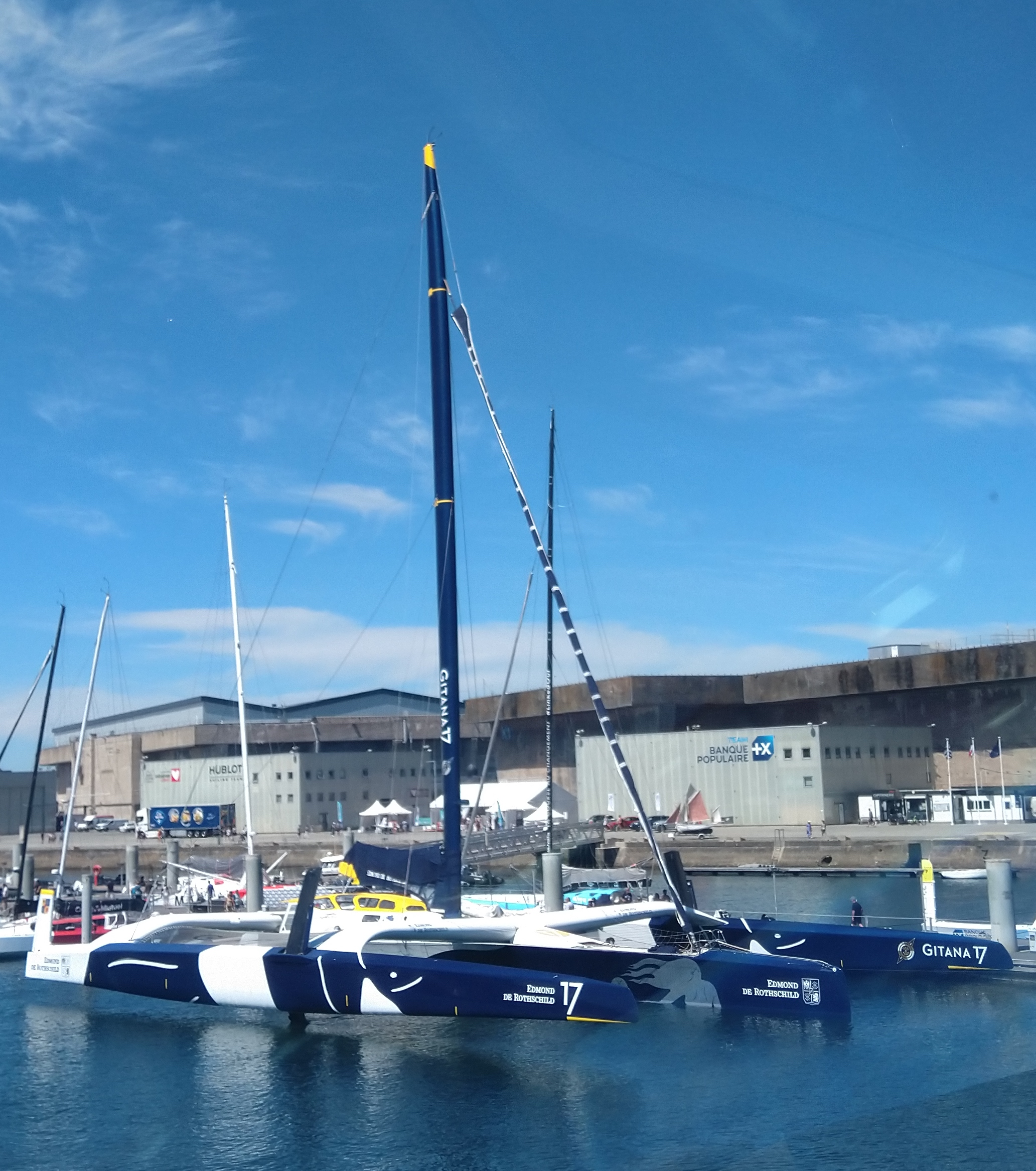
Maxi Edmond de Rothschild.

Le 16 novembre, Charles Caudrelier coupe la ligne d'arrivée devant Pointe-à-Pitre en battant le précédent record de près de 20 heures. Il signe un temps record de 6 j 19 h 47 min 25 s contre 7 j 14 h 21 min 47 s pour Francis Joyon en 2018. Le gain de vitesse moyenne sur la route orthodromique est de l'ordre de deux nœuds (21,63 contre 19,42 en 2018), le gain de vitesse moyenne sur l'eau et de l'ordre de trois nœuds (26,86 sur 4 399,58 milles parcourus contre 23,95 sur 4 367 milles parcourus en 2018).
Charles Caudrelier met ainsi fin à la série de trois victoires consécutives du trimaran Groupama 3 : en 2010, en 2014 (sous le nom de Banque populaire VII ) et en 2018 (sous le nom d'Idec Sport ). Caudrelier est félicité par Franck Cammas, son routeur. Un Cammas qui fut le vainqueur de l'épreuve en 2010, routé par Caudrelier. Celui-ci relativise le record qu'il vient d'établir, alors que Francis Joyon à la barre de Groupama 3, devenu Idec Sport, est encore à 820 milles de l'arrivée : « Groupama 3 a été mis à l'eau en 2006, c'est un bateau génial, qui a marqué l'histoire de la voile, il est normal d'aller plus vite aujourd'hui, avec des foils, sur ces bateaux volants. »
Thomas Coville arrive 3e, dix  heures après le vainqueur, battant largement le précédent record malgré des conditions météo moins favorables que lors des éditions précédentes.

### Classe Ocean Fifty
| Classe Ocean Fifty (8 inscrits), | Classe Ocean Fifty (8 inscrits), | Classe Ocean Fifty (8 inscrits), | Classe Ocean Fifty (8 inscrits), | Classe Ocean Fifty (8 inscrits), | Classe Ocean Fifty (8 inscrits),            | Classe Ocean Fifty (8 inscrits),            | Classe Ocean Fifty (8 inscrits),            | Classe Ocean Fifty (8 inscrits),            | Classe Ocean Fifty (8 inscrits),            | Classe Ocean Fifty (8 inscrits), |
| Skipper                          | Âge                              | Nb P                             | Bateau                           | Lancé                            | Cl Gén                                      | Cl Cat                                      | Date d'arrivée                              | Temps de course                             | Moyennes (nœuds)                            |                                  |
| -------------------------------- | -------------------------------- | -------------------------------- | -------------------------------- | -------------------------------- | ------------------------------------------- | ------------------------------------------- | ------------------------------------------- | ------------------------------------------- | ------------------------------------------- | -------------------------------- |
| Erwan Le Roux                    | 48 ans                           | 5e                               | Koesio                           | 2020                             | 7e                                          | 1er                                         | 20 novembre 2022                            | 10 j 21 h 35 min 52 s                       | 13,5 / 16,4                                 |                                  |
| Quentin Vlamynck                 | 29 ans                           | 1re                              | Arkema                           | 2020                             | 8e                                          | 2e                                          | 20 novembre 2022                            | 10 j 21 h 54 min 5 s                        | 13,5 / 16,0                                 |                                  |
| Sébastien Rogues                 | 36 ans                           | 2e                               | Primonial                        | 2009                             | 10e                                         | 3e                                          | 20 novembre 2022                            | 11 j 3 h 37 min 37 s                        | 13,2 / 15,8                                 |                                  |
| Éric Péron                       | 41 ans                           | 1re                              | Komilfo                          | 2009                             | 12e                                         | 4e                                          | 21 novembre 2022                            | 11 j 19 h 21 min 30 s                       | 12,5 / 16,4                                 |                                  |
| Armel Tripon                     | 47 ans                           | 4e                               | Les P'tits Doudous               | 2013                             | 16e                                         | 5e                                          | 21 novembre 2022                            | 12 j 1 h 38 min 18 s                        | 12,2 / 15,1                                 |                                  |
| Gilles Lamiré                    | 52 ans                           | 5e                               | Groupe GCA-1001 Sourires         | 2009                             | 25e                                         | 6e                                          | 22 novembre 2022                            | 13 j 9 h 22 min 23 s                        | 11,0 / 13,7                                 |                                  |
| Thibaut Vauchel-Camus            | 43 ans                           | 3e                               | Solidaires En Peloton ARSEP      | 2017                             | Abandon le 12 novembre (chavirage)          | Abandon le 12 novembre (chavirage)          | Abandon le 12 novembre (chavirage)          | Abandon le 12 novembre (chavirage)          | Abandon le 12 novembre (chavirage)          |                                  |
| Sam Goodchild                    | 32 ans                           | 2e                               | Leyton                           | 2017                             | Abandon le 9 novembre (blessure du skipper) | Abandon le 9 novembre (blessure du skipper) | Abandon le 9 novembre (blessure du skipper) | Abandon le 9 novembre (blessure du skipper) | Abandon le 9 novembre (blessure du skipper) |                                  |

Course des Ocean Fifty

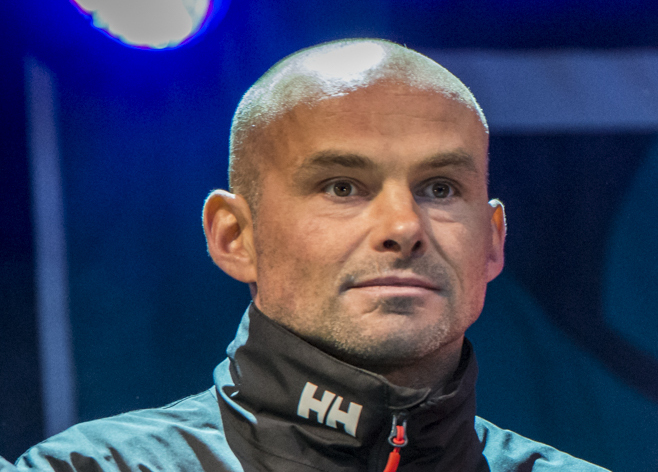
Erwan Le Roux en 2014.

Le 9 novembre, après un peu plus d'une heure de course (1 h 33 min), les trois premiers concurrents franchissent la bouée du Cap Fréhel dans l'ordre suivant : Quentin Vlamynck à 15 h 48, Sébastien Rogues à 15 h 50 et Armel Tripon à 15 h 53.
Le 13 novembre après-midi vers 15 heures, après quatre jours de courses, le trio de tête composé de Quentin Vlamynck, Sébastien Rogues et Erwan Le Roux, passe au sud de l'Archipel des Açores, avec un écart d'environ 47 milles entre le premier et le troisième. Les navires progressent à des vitesses moyennes de 10 à 17 nœuds.

### Classe IMOCA
| Classe IMOCA (38 inscrits), | Classe IMOCA (38 inscrits), | Classe IMOCA (38 inscrits), | Classe IMOCA (38 inscrits),            | Classe IMOCA (38 inscrits), | Classe IMOCA (38 inscrits), | Classe IMOCA (38 inscrits),                                                | Classe IMOCA (38 inscrits),                                                | Classe IMOCA (38 inscrits),                                                | Classe IMOCA (38 inscrits),                                                | Classe IMOCA (38 inscrits),                                                |
| Skipper                     | Âge                         | Nb P                        | Bateau                                 | Lancé                       | Foils                       | Cl Gén                                                                     | Cl Cat                                                                     | Date d'arrivée                                                             | Temps de course                                                            | Moyennes (nœuds)                                                           |
| --------------------------- | --------------------------- | --------------------------- | -------------------------------------- | --------------------------- | --------------------------- | -------------------------------------------------------------------------- | -------------------------------------------------------------------------- | -------------------------------------------------------------------------- | -------------------------------------------------------------------------- | -------------------------------------------------------------------------- |
| Thomas Ruyant               | 41 ans                      | 2e                          | LinkedOut                              | 2019                        | Oui                         | 11e                                                                        | 1er                                                                        | 21 novembre 2022                                                           | 11 j 17 h 36 min 25 s                                                      | 12,6 / 15,5                                                                |
| Charlie Dalin               | 38 ans                      | 1re                         | Apivia                                 | 2019                        | Oui                         | 13e                                                                        | 2e                                                                         | 21 novembre 2022                                                           | 11 j 19 h 38 min 11 s                                                      | 12,5 / 15,4                                                                |
| Jérémie Beyou               | 46 ans                      | 5e                          | Charal                                 | 2022                        | Oui                         | 14e                                                                        | 3e                                                                         | 21 novembre 2022                                                           | 11 j 21 h 0 min 55 s                                                       | 12,4 / 15,2                                                                |
| Kevin Escoffier             | 42 ans                      | 1re                         | Holcim-PRB                             | 2022                        | Oui                         | 15e                                                                        | 4e                                                                         | 21 novembre 2022                                                           | 11 j 23 h 31 min 14 s                                                      | 12,3 / 14,9                                                                |
| Maxime Sorel                | 36 ans                      | 3e                          | V and B Monbana Mayenne                | 2022                        | Oui                         | 17e                                                                        | 5e                                                                         | 21 novembre 2022                                                           | 12 j 8 h 59 min 42 s                                                       | 11,9 / 14,2                                                                |
| Paul Meilhat                | 40 ans                      | 2e                          | Biotherm                               | 2022                        | Oui                         | 18e                                                                        | 6e                                                                         | 22 novembre 2022                                                           | 12 j 10 h 18 min 33 s                                                      | 11,9 / 14,3                                                                |
| Justine Mettraux            | 35 ans                      | 1re                         | Teamwork                               | 2018                        | Oui                         | 19e                                                                        | 7e                                                                         | 22 novembre 2022                                                           | 12 j 13 h 26 min 35 s                                                      | 11,8 / 13,7                                                                |
| Benjamin Dutreux            | 32 ans                      | 1re                         | Guyot environnement Water Family       | 2015                        | Oui                         | 20e                                                                        | 8e                                                                         | 22 novembre 2022                                                           | 12 j 23 h 51 min 24 s                                                      | 11,4 / 13,6                                                                |
| Isabelle Joschke            | 45 ans                      | 2e                          | MACSF                                  | 2007                        | Oui                         | 21e                                                                        | 9e                                                                         | 22 novembre 2022                                                           | 13 j 2 h 26 min 54 s                                                       | 11,3 / 12,5                                                                |
| Romain Attanasio            | 45 ans                      | 2e                          | Fortinet Best Western                  | 2015                        | Oui                         | 22e                                                                        | 10e                                                                        | 22 novembre 2022                                                           | 13 j 7 h 40 min 20 s                                                       | 11,1 / 12,6                                                                |
| Sébastien Marsset           | 37 ans                      | 2e                          | Mon courtier énergie Cap Agir Ensemble | 2006                        | Non                         | 23e                                                                        | 11e                                                                        | 22 novembre 2022                                                           | 13 j 8 h 36 min 55 s                                                       | 11,1 / 12,3                                                                |
| Pip Hare                    | 48 ans                      | 1re                         | Medallia                               | 2015                        | Oui                         | 24e                                                                        | 12e                                                                        | 22 novembre 2022                                                           | 13 j 8 h 38 min 12 s                                                       | 11,1 / 12,9                                                                |
| Tanguy Le Turquais          | 33 ans                      | 1re                         | Lazare                                 | 2008                        | Non                         | 26e                                                                        | 13e                                                                        | 23 novembre 2022                                                           | 13 j 12 h 13 min 35 s                                                      | 10,9 / 12,3                                                                |
| James Harayda               | 24 ans                      | 1re                         | Gentoo                                 | 2007                        | Oui                         | 27e                                                                        | 14e                                                                        | 23 novembre 2022                                                           | 13 j 14 h 13 min 35 s                                                      | 10,8 / 12,7                                                                |
| Benjamin Ferré              | 31 ans                      | 1re                         | Monnoyeur Duo for a job                | 2011                        | Non                         | 28e                                                                        | 15e                                                                        | 23 novembre 2022                                                           | 13 j 15 h 39 min 30 s                                                      | 10,8 / 12,3                                                                |
| Giancarlo Pedote            | 46 ans                      | 2e                          | Prysmian Group                         | 2015                        | Oui                         | 29e                                                                        | 16e                                                                        | 23 novembre 2022                                                           | 13 j 16 h 32 min 50 s                                                      | 10,8 / 13,0                                                                |
| Arnaud Boissières           | 50 ans                      | 4e                          | La Mie Câline                          | 2010                        | Oui                         | 30e                                                                        | 17e                                                                        | 23 novembre 2022                                                           | 13 j 19 h 37 min 20 s                                                      | 10,7 / 12,2                                                                |
| Conrad Colman               | 38 ans                      | 2e                          | Imagine                                | 2007                        | Non                         | 31e                                                                        | 18e                                                                        | 23 novembre 2022                                                           | 13 j 20 h 23 min 8 s                                                       | 10,7 / 12,4                                                                |
| Yannick Bestaven            | 49 ans                      | 4e                          | Maître Coq V                           | 2022                        | Oui                         | 32e                                                                        | 19e                                                                        | 23 novembre 2022                                                           | 13 j 20 h 37 min 27 s                                                      | 10,7 / 13,0                                                                |
| Nicolas Troussel            | 48 ans                      | 3e                          | Corum L'Épargne                        | 2020                        | Oui                         | 33e                                                                        | 20e                                                                        | 23 novembre 2022                                                           | 13 j 20 h 57 min 2 s                                                       | 10,6 / 12,9                                                                |
| Alan Roura                  | 29 ans                      | 2e                          | Hublot                                 | 2019                        | Oui                         | 34e                                                                        | 21e                                                                        | 23 novembre 2022                                                           | 14 j 1 h 47 min 13 s                                                       | 10,5 / 12,4                                                                |
| Antoine Cornic              | 42 ans                      | 1re                         | Human                                  | 2006                        | Non                         | 37e                                                                        | 22e                                                                        | 23 novembre 2022                                                           | 14 j 7 h 34 min 25 s                                                       | 10,3 / 11,9                                                                |
| Éric Bellion                | 46 ans                      | 2e                          | Commeunseulhomme Powered by Altavia    | 2007                        | Non                         | 39e                                                                        | 23e                                                                        | 24 novembre 2022                                                           | 14 j 13 h 26 min 40 s                                                      | 10,1 / 11,9                                                                |
| Boris Herrmann              | 41 ans                      | 2e                          | Malizia-Seaexplorer                    | 2022                        | Oui                         | 40e                                                                        | 24e                                                                        | 24 novembre 2022                                                           | 14 j 15 h 21 min 41 s                                                      | 10,1 / 12,2                                                                |
| Guirec Soudée               | 30 ans                      | 1re                         | Freelance.com                          | 2007                        | Non                         | 42e                                                                        | 25e                                                                        | 24 novembre 2022                                                           | 14 j 18 h 58 min 48 s                                                      | 10,0 / 11,8                                                                |
| Szabolcs Weöres             | 49 ans                      | 1re                         | Szabi Racing                           | 2007                        | Non                         | 45e                                                                        | 26e                                                                        | 24 novembre 2022                                                           | 14 j 22 h 19 min 14 s                                                      | 9,9 / 11,2                                                                 |
| Louis Duc                   | 38 ans                      | 3e                          | Fives Lantana Environnement            | 2006                        | Non                         | 47e                                                                        | 27e                                                                        | 24 novembre 2022                                                           | 15 j 5 h 19 min 7 s                                                        | 9,7 / 11,1                                                                 |
| Samantha Davies             | 47 ans                      | 2e                          | Initiatives-Cœur                       | 2022                        | Oui                         | 51e                                                                        | 28e                                                                        | 25 novembre 2022                                                           | 16 j 6 h 35 min 17 s                                                       | 9,7 / 10,9                                                                 |
| Jingkun Xu                  | 32 ans                      | 1re                         | China Dream                            | 2007                        | Oui                         | 54e                                                                        | 29e                                                                        | 25 novembre 2022                                                           | 16 j 8 h 34 min 0 s                                                        | 9,0 / 11,1                                                                 |
| Manuel Cousin               | 55 ans                      | 2e                          | Groupe Sétin                           | 2007                        | Non                         | 57e                                                                        | 30e                                                                        | 26 novembre 2022                                                           | 16 j 13 h 8 min 5 s                                                        | 8,9 / 11,3                                                                 |
| François Guiffant           | 49 ans                      | 1re                         | Kattan                                 | 2004                        | Non                         | 63e                                                                        | 31e                                                                        | 26 novembre 2022                                                           | 16 j 19 h 6 min 40 s                                                       | 8,8 / 10,6                                                                 |
| Oliver Heer*                | 34 ans                      | 1re                         | Oliver Heer Ocean Racing               | 2007                        | Non                         | 67e                                                                        | 32e                                                                        | 26 novembre 2022                                                           | 17 j 0 h 22 min 55 s                                                       | 7,9 / 10,5                                                                 |
| Rodolphe Sepho              | 36 ans                      | 3e                          | Rêve de Large Region Guadeloupe        | 2007                        | Oui                         | 77e                                                                        | 33e                                                                        | 28 novembre 2022                                                           | 18 j 16 h 26 min 59 s                                                      | 7,9 / 10,5                                                                 |
| Nicolas Rouger              | 42 ans                      | 1re                         | Demain c'est loin                      | 2006                        | Non                         | 86e                                                                        | 34e                                                                        | 28 novembre 2022                                                           | 19 j 8 h 17 min 42 s                                                       | 7,6 / 10,3                                                                 |
| Fabrice Amedeo              | 44 ans                      | 4e                          | Nexans Art & Fenêtres                  | 2015                        | Oui                         | Abandon le 14 novembre (voie d'eau, incendie puis naufrage)                | Abandon le 14 novembre (voie d'eau, incendie puis naufrage)                | Abandon le 14 novembre (voie d'eau, incendie puis naufrage)                | Abandon le 14 novembre (voie d'eau, incendie puis naufrage)                | Abandon le 14 novembre (voie d'eau, incendie puis naufrage)                |
| Louis Burton                | 37 ans                      | 4e                          | Bureau Vallée                          | 2020                        | Oui                         | Abandon le 12 novembre (démâtage)                                          | Abandon le 12 novembre (démâtage)                                          | Abandon le 12 novembre (démâtage)                                          | Abandon le 12 novembre (démâtage)                                          | Abandon le 12 novembre (démâtage)                                          |
| Damien Seguin               | 43 ans                      | 4e                          | Groupe Apicil                          | 2015                        | Oui                         | Abandon le 11 novembre (démâtage à la suite d'une collision avec un cargo) | Abandon le 11 novembre (démâtage à la suite d'une collision avec un cargo) | Abandon le 11 novembre (démâtage à la suite d'une collision avec un cargo) | Abandon le 11 novembre (démâtage à la suite d'une collision avec un cargo) | Abandon le 11 novembre (démâtage à la suite d'une collision avec un cargo) |
| Kojiro Shiraishi            | 55 ans                      | 1re                         | DMG MORI Global One                    | 2019                        | Non                         | Abandon le 10 novembre (collision au passage du Cap Fréhel)                | Abandon le 10 novembre (collision au passage du Cap Fréhel)                | Abandon le 10 novembre (collision au passage du Cap Fréhel)                | Abandon le 10 novembre (collision au passage du Cap Fréhel)                | Abandon le 10 novembre (collision au passage du Cap Fréhel)                |

* En raison d'une collision avec un autre concurrent au cours de la première soirée de la course qui n'était pas de sa faute et qui a nécessité son retour au port pour effectuer des réparations, Oliver Heer a reçu 84 heures de temps de bonification.
Course des Imoca

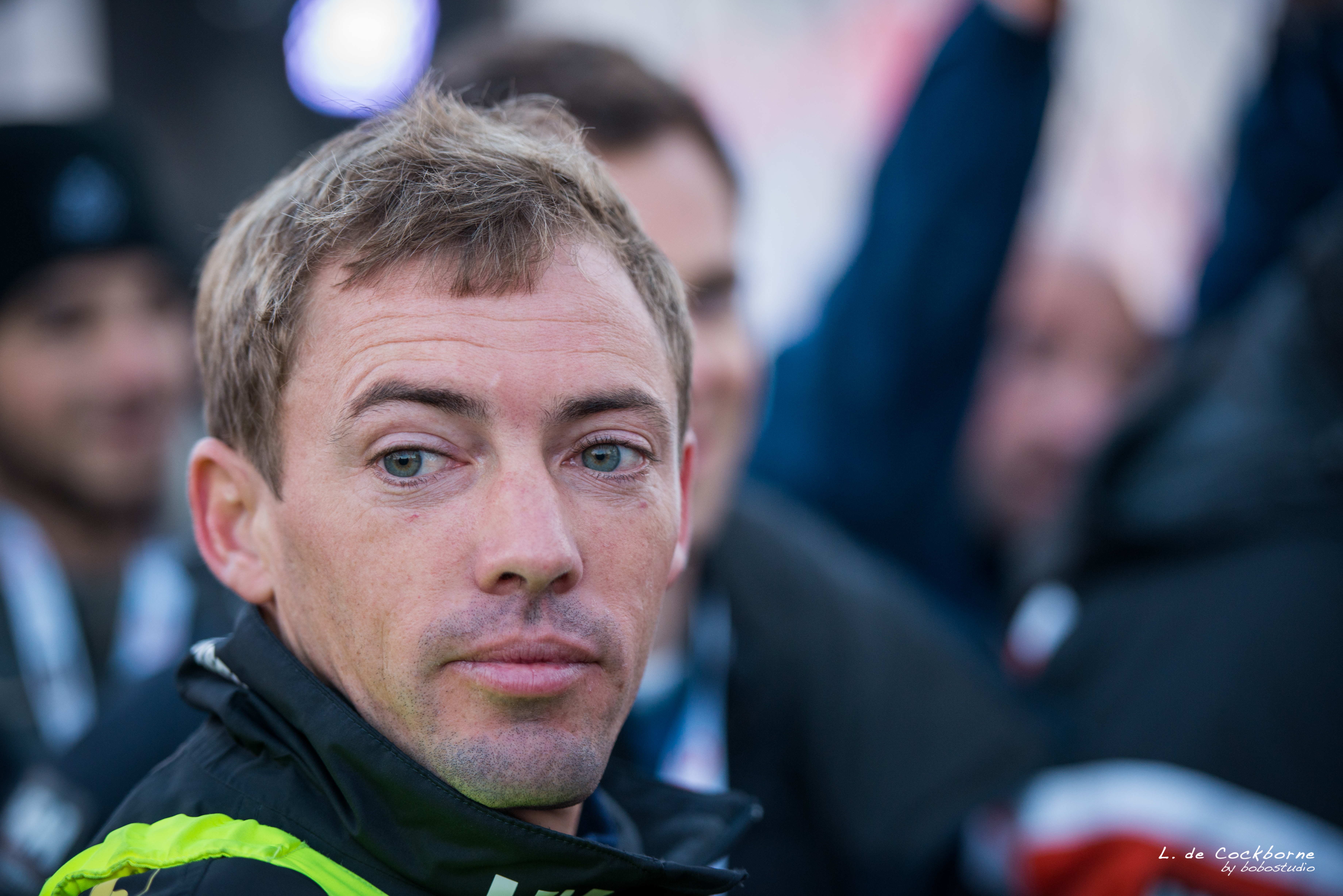
Thomas Ruyant en 2016.

Le 9 novembre, après plus d'une heure de course (1 h 52 min), les trois premiers concurrents franchissent la bouée du Cap Fréhel dans l'ordre suivant : Charlie Dalin à 16 h 7, Louis Burton à 16 h 14 et Jérémie Beyou à 16 h 17.
Le 13 novembre après-midi vers 15 heures, après un peu plus de quatre jours de courses, Charlie Dalin passe entre les îles sud de l'Archipel des Açores, avec un écart d'environ 83 milles sur Jérémie Beyou et 86 milles sur Thomas Ruyant. Les trois premiers navires progressent à des vitesses moyennes de 10 à 18 nœuds.
Le 18 novembre matin vers 6 heures, à près de 1 100 milles de l'arrivée, pour la première fois de l'épreuve, Thomas Ruyant prend la tête devant Charlie Dalin. Les deux skippers entament un duel d’empannage, suivis à environ 60 milles par Kevin Escoffier et Jérémie Beyou.
Justine Mettraux sur Teamwork est la première femme à franchir la ligne d'arrivée à Pointe-à-Pitre, en arrivant 7e dans sa classe et 19e au classement général.
En se classant 11e le 22 novembre, Mon courtier énergie - Cap Agir Ensemble (2006), barré par Sébastien Marsset, est le premier IMOCA à dérive droite.

### Class40
| Class40 (55 inscrits),   | Class40 (55 inscrits), | Class40 (55 inscrits), | Class40 (55 inscrits),                | Class40 (55 inscrits), | Class40 (55 inscrits),                                                          | Class40 (55 inscrits),                                                          | Class40 (55 inscrits),                                                          | Class40 (55 inscrits),                                                          | Class40 (55 inscrits),                                                          |
| Skipper                  | Âge                    | Nb P                   | Bateau                                | Lancé                  | Cl Gén                                                                          | Cl Cat                                                                          | Date d'arrivée                                                                  | Temps de course                                                                 | Moyennes (nœuds)                                                                |
| ------------------------ | ---------------------- | ---------------------- | ------------------------------------- | ---------------------- | ------------------------------------------------------------------------------- | ------------------------------------------------------------------------------- | ------------------------------------------------------------------------------- | ------------------------------------------------------------------------------- | ------------------------------------------------------------------------------- |
| Yoann Richomme           | 39 ans                 | 2e                     | Paprec Arkéa                          | 2022                   | 35e                                                                             | 1er                                                                             | 23 novembre 2022                                                                | 14 j 3 h 8 min 40 s                                                             | 10,4 / 11,4                                                                     |
| Ambrogio Beccaria        | 30 ans                 | 1re                    | Allagrande Pirelli                    | 2022                   | 36e                                                                             | 2e                                                                              | 23 novembre 2022                                                                | 14 j 7 h 23 min 48 s                                                            | 10,3 / 11,8                                                                     |
| Corentin Douguet         | 48 ans                 | 1re                    | Queguiner Innoveo                     | 2022                   | 38e                                                                             | 3e                                                                              | 23 novembre 2022                                                                | 14 j 9 h 24 min 12 s                                                            | 10,3 / 11,7                                                                     |
| Simon Koster             | 33 ans                 | 1re                    | Banque du Léman                       | 2019                   | 41e                                                                             | 4e                                                                              | 24 novembre 2022                                                                | 14 j 18 h 45 min 0 s                                                            | 10,0 / 11,3                                                                     |
| Antoine Carpentier       | 46 ans                 | 2e                     | Redman                                | 2020                   | 43e                                                                             | 5e                                                                              | 24 novembre 2022                                                                | 14 j 22 h 10 min 45 s                                                           | 9,9 / 11,1                                                                      |
| Xavier Macaire           | 41 ans                 | 1re                    | Groupe SNEF                           | 2022                   | 44e                                                                             | 6e                                                                              | 24 novembre 2022                                                                | 14 j 22 h 18 min 20 s                                                           | 9,9 / 11,3                                                                      |
| Luke Berry               | 35 ans                 | 2e                     | Lamotte Module Création               | 2022                   | 46e                                                                             | 7e                                                                              | 24 novembre 2022                                                                | 14 j 23 h 0 min 22 s                                                            | 9,9 / 11,2                                                                      |
| Alberto Bona             | 36 ans                 | 1re                    | IBSA                                  | 2022                   | 48e                                                                             | 8e                                                                              | 24 novembre 2022                                                                | 15 j 6 h 19 min 50 s                                                            | 9,7 / 10,9                                                                      |
| Martin Le Pape           | 33 ans                 | 1re                    | Fondation Stargardt                   | 2022                   | 50e                                                                             | 9e                                                                              | 25 novembre 2022                                                                | 16 j 4 h 30 min 4 s                                                             | 9,1 / 10,6                                                                      |
| Axel Tréhin              | 34 ans                 | 1re                    | Project Rescue Ocean                  | 2021                   | 55e                                                                             | 10e                                                                             | 25 novembre 2022                                                                | 16 j 9 h 1 min 16 s                                                             | 9,0 / 10,9                                                                      |
| Kito de Pavant           | 61 ans                 | 4e                     | HBF Reforest'Action                   | 2014                   | 56e                                                                             | 11e                                                                             | 26 novembre 2022                                                                | 16 j 12 h 0 min 45 s                                                            | 9,0 / 10,2                                                                      |
| Emmanuel Le Roch         | 49 ans                 | 2e                     | Edenred                               | 2021                   | 58e                                                                             | 12e                                                                             | 26 novembre 2022                                                                | 16 j 13 h 20 min 25 s                                                           | 8,9 / 10,4                                                                      |
| Ian Lipinski             | 40 ans                 | 1re                    | Crédit Mutuel                         | 2018                   | 60e                                                                             | 13e                                                                             | 26 novembre 2022                                                                | 16 j 14 h 8 min 46 s                                                            | 8,9 / 10,6                                                                      |
| Alex Mehran              | 41 ans                 | 1re                    | Polka Dot                             | 2018                   | 61e                                                                             | 14e                                                                             | 26 novembre 2022                                                                | 16 j 14 h 56 min 15 s                                                           | 8,9 / 10,3                                                                      |
| Nicolas d'Estais         | 30 ans                 | 1re                    | Happyvore                             | 2021                   | 65e                                                                             | 15e                                                                             | 26 novembre 2022                                                                | 16 j 21 h 7 min 10 s                                                            | 8,7 / 9,9                                                                       |
| William Mathelin-Moreaux | 28 ans                 | 2e                     | Dékuple                               | 2022                   | 66e                                                                             | 16e                                                                             | 26 novembre 2022                                                                | 16 j 23 h 23 min 8 s                                                            | 8,7 / 9,9                                                                       |
| Jules Bonnier            | 26 ans                 | 1re                    | Nestenn Entrepreneurs pour la Planète | 2018                   | 68e                                                                             | 17e                                                                             | 26 novembre 2022                                                                | 17 j 0 h 55 min 50 s                                                            | 8,7 / 10,0                                                                      |
| Baptiste Hulin           | 25 ans                 | 1re                    | Rennes Saint-Malo Mer Entreprendre    | 2017                   | 69e                                                                             | 18e                                                                             | 26 novembre 2022                                                                | 17 j 5 h 52 min 19 s                                                            | 8,6 / 9,8                                                                       |
| Cédric Chateau           | 45 ans                 | 1re                    | Sogestran Seafrigo                    | 2021                   | 70e                                                                             | 19e                                                                             | 26 novembre 2022                                                                | 17 j 6 h 34 min 50 s                                                            | 8,5 / 11,0                                                                      |
| Marc Lepesqueux          | 54 ans                 | 4e                     | CURIUM life forward                   | 2022                   | 71e                                                                             | 20e                                                                             | 26 novembre 2022                                                                | 17 j 7 h 43 min 23 s                                                            | 8,5 / 10,2                                                                      |
| Andrea Fornaro           | 45 ans                 | 1re                    | In Flurence                           | 2021                   | 72e                                                                             | 21e                                                                             | 27 novembre 2022                                                                | 17 j 10 h 30 min 46 s                                                           | 8,5 / 9,7                                                                       |
| Jean-Baptiste Daramy     | 41 ans                 | 2e                     | Chocolats Paries - Screb              | 2013                   | 74e                                                                             | 22e                                                                             | 27 novembre 2022                                                                | 17 j 18 h 1 min 30 s                                                            | 8,3 / 9,7                                                                       |
| Didier Le Vourch         | 50 ans                 | 1re                    | Vicitan                               | 2014                   | 75e                                                                             | 23e                                                                             | 27 novembre 2022                                                                | 18 j 7 h 1 min 35 s                                                             | 8,1 / 9,7                                                                       |
| Kieran Le Borgne         | 24 ans                 | 1re                    | Recycleurs Bretons                    | 2009                   | 76e                                                                             | 24e                                                                             | 27 novembre 2022                                                                | 18 j 7 h 43 min 50 s                                                            | 8,1 / 9,2                                                                       |
| Stan Thuret              | 35 ans                 | 1re                    | Everial                               | 2022                   | 79e                                                                             | 25e                                                                             | 28 novembre 2022                                                                | 18 j 17 h 48 min 3 s                                                            | 7,9 / 10,1                                                                      |
| Pierre Casenave-Péré     | 23 ans                 | 1re                    | Legallais                             | 2015                   | 80e                                                                             | 26e                                                                             | 28 novembre 2022                                                                | 18 j 18 h 34 min 4 s                                                            | 7,9 / 10,9                                                                      |
| Pierre-Louis Attwell     | 26 ans                 | 1re                    | Vogue avec un Crohn                   | 2014                   | 83e                                                                             | 27e                                                                             | 28 novembre 2022                                                                | 19 j 5 h 10 min 36 s                                                            | 7,7 / 9,6                                                                       |
| Mathieu Claveau          | 33 ans                 | 1re                    | Prendre la mer Agir pour la Forêt     | 2008                   | 84e                                                                             | 28e                                                                             | 28 novembre 2022                                                                | 19 j 6 h 39 min 5 s                                                             | 7,7 / 9,1                                                                       |
| Greg Leonard             | 49 ans                 | 1re                    | Kite                                  | 2015                   | 85e                                                                             | 29e                                                                             | 28 novembre 2022                                                                | 19 j 7 h 41 min 50 s                                                            | 7,6 / 9,3                                                                       |
| Victor Jost              | 26 ans                 | 1re                    | Caisses Réunionnaises Complémentaires | 2011                   | 87e                                                                             | 30e                                                                             | 28 novembre 2022                                                                | 19 j 8 h 40 min 40 s                                                            | 7,6 / 9,3                                                                       |
| Morgane Ursault Poupon   | 36 ans                 | 2e                     | UP Sailing                            | 2007                   | 89e                                                                             | 31e                                                                             | 29 novembre 2022                                                                | 19 j 10 h 56 min 54 s                                                           | 7,6 / 9,1                                                                       |
| Franz Bouvet             | 61 ans                 | 2e                     | Yoda                                  | 2008                   | 91e                                                                             | 32e                                                                             | 29 novembre 2022                                                                | 20 j 0 h 33 min 50 s                                                            | 7,4 / 9,1                                                                       |
| Florian Gueguen          | 29 ans                 | 2e                     | Dopamine Sailing Team                 | 2011                   | 92e                                                                             | 33e                                                                             | 29 novembre 2022                                                                | 20 j 9 h 42 min 50 s                                                            | 7,2 / -                                                                         |
| Maxime Cauwe             | 38 ans                 | 2e                     | Wisper                                | 2010                   | 93e                                                                             | 34e                                                                             | 30 novembre 2022                                                                | 20 j 19 h 2 min 50 s                                                            | 7,1 / 9,1                                                                       |
| Anatole Facon            | 22 ans                 | 1re                    | Naviguons contre le diabète           | 2012                   | 95e                                                                             | 35e                                                                             | 30 novembre 2022                                                                | 21 j 0 h 4 min 34 s                                                             | 7,0 / 8,9                                                                       |
| Hervé Thomas             | 56 ans                 | 1re                    | Bleu Blanc                            | 2017                   | 100e                                                                            | 36e                                                                             | 2 décembre 2022                                                                 | 23 j 7 h 4 min 34 s                                                             | Arrivée Au Nord De La Guadeloupe (DNF)                                          |
| Keni Piperol             | 26 ans                 | 1re                    | Captain Alternance                    | 2021                   | 103e                                                                            | 37e                                                                             | 5 décembre 2022                                                                 | 26 j 2 h 3 min 30 s                                                             | 5,7 / 8,5                                                                       |
| Donald Alexander         | 64 ans                 | 2e                     | Conscious Planet                      | 2017                   | Abandon le 21 novembre (problèmes d’alimentation)                               | Abandon le 21 novembre (problèmes d’alimentation)                               | Abandon le 21 novembre (problèmes d’alimentation)                               | Abandon le 21 novembre (problèmes d’alimentation)                               | Abandon le 21 novembre (problèmes d’alimentation)                               |
| Mikael Mergui            | 40 ans                 | 1re                    | Centrakor                             | 2022                   | Abandon le 18 novembre (problèmes de batteries)                                 | Abandon le 18 novembre (problèmes de batteries)                                 | Abandon le 18 novembre (problèmes de batteries)                                 | Abandon le 18 novembre (problèmes de batteries)                                 | Abandon le 18 novembre (problèmes de batteries)                                 |
| Sacha Daunar             | 32 ans                 | 1re                    | Vikings ForEver                       | 2010                   | Abandon le 17 novembre (maladie)                                                | Abandon le 17 novembre (maladie)                                                | Abandon le 17 novembre (maladie)                                                | Abandon le 17 novembre (maladie)                                                | Abandon le 17 novembre (maladie)                                                |
| Yves Courbon             | 54 ans                 | 1re                    | Edigo - Univerre                      | 2021                   | Abandon le 16 novembre (problèmes techniques)                                   | Abandon le 16 novembre (problèmes techniques)                                   | Abandon le 16 novembre (problèmes techniques)                                   | Abandon le 16 novembre (problèmes techniques)                                   | Abandon le 16 novembre (problèmes techniques)                                   |
| Ivica Kostelić           | 42 ans                 | 1re                    | ACI                                   | 2013                   | Abandon le 15 novembre (problèmes d'aériens)                                    | Abandon le 15 novembre (problèmes d'aériens)                                    | Abandon le 15 novembre (problèmes d'aériens)                                    | Abandon le 15 novembre (problèmes d'aériens)                                    | Abandon le 15 novembre (problèmes d'aériens)                                    |
| Emmanuel Hamez           | 59 ans                 | 3e                     | Viranga                               | 2021                   | Abandon le 15 novembre (grand-voile déchirée)                                   | Abandon le 15 novembre (grand-voile déchirée)                                   | Abandon le 15 novembre (grand-voile déchirée)                                   | Abandon le 15 novembre (grand-voile déchirée)                                   | Abandon le 15 novembre (grand-voile déchirée)                                   |
| Jean Galfione            | 51 ans                 | 3e                     | SERENIS Consulting                    | 2021                   | Abandon le 14 novembre (commotion cérébrale)                                    | Abandon le 14 novembre (commotion cérébrale)                                    | Abandon le 14 novembre (commotion cérébrale)                                    | Abandon le 14 novembre (commotion cérébrale)                                    | Abandon le 14 novembre (commotion cérébrale)                                    |
| François Jambou          | 38 ans                 | 1re                    | À l'aveugle-Trim Control              | 2012                   | Abandon le 14 novembre (démâtage)                                               | Abandon le 14 novembre (démâtage)                                               | Abandon le 14 novembre (démâtage)                                               | Abandon le 14 novembre (démâtage)                                               | Abandon le 14 novembre (démâtage)                                               |
| Matthieu Perraut         | 32 ans                 | 1re                    | Inter Invest                          | 2022                   | Abandon le 14 novembre (choc violent avec OFNI puis bateau délaminé)            | Abandon le 14 novembre (choc violent avec OFNI puis bateau délaminé)            | Abandon le 14 novembre (choc violent avec OFNI puis bateau délaminé)            | Abandon le 14 novembre (choc violent avec OFNI puis bateau délaminé)            | Abandon le 14 novembre (choc violent avec OFNI puis bateau délaminé)            |
| Jean-Pierre Balmès       | 63 ans                 | 2e                     | FullSave                              | 2017                   | Abandon le 14 novembre (problèmes de ballasts et de hook de trinquette)         | Abandon le 14 novembre (problèmes de ballasts et de hook de trinquette)         | Abandon le 14 novembre (problèmes de ballasts et de hook de trinquette)         | Abandon le 14 novembre (problèmes de ballasts et de hook de trinquette)         | Abandon le 14 novembre (problèmes de ballasts et de hook de trinquette)         |
| Rupert Henry             | 49 ans                 | 1re                    | Eora                                  | 2021                   | Abandon le 13 novembre (défaillance structurelle d’une cloison avant du bateau) | Abandon le 13 novembre (défaillance structurelle d’une cloison avant du bateau) | Abandon le 13 novembre (défaillance structurelle d’une cloison avant du bateau) | Abandon le 13 novembre (défaillance structurelle d’une cloison avant du bateau) | Abandon le 13 novembre (défaillance structurelle d’une cloison avant du bateau) |
| Amélie Grassi            | 28 ans                 | 1re                    | La Boulangère Bio                     | 2021                   | Abandon le 12 novembre (démâtage)                                               | Abandon le 12 novembre (démâtage)                                               | Abandon le 12 novembre (démâtage)                                               | Abandon le 12 novembre (démâtage)                                               | Abandon le 12 novembre (démâtage)                                               |
| Aurélien Ducroz          | 40 ans                 | 1re                    | Crosscall                             | 2021                   | Abandon le 12 novembre (démâtage)                                               | Abandon le 12 novembre (démâtage)                                               | Abandon le 12 novembre (démâtage)                                               | Abandon le 12 novembre (démâtage)                                               | Abandon le 12 novembre (démâtage)                                               |
| Jonas Gerckens           | 42 ans                 | 2e                     | Volvo                                 | 2021                   | Abandon le 11 novembre (J1 déchirée, santé, et pilote automatique défaillant)   | Abandon le 11 novembre (J1 déchirée, santé, et pilote automatique défaillant)   | Abandon le 11 novembre (J1 déchirée, santé, et pilote automatique défaillant)   | Abandon le 11 novembre (J1 déchirée, santé, et pilote automatique défaillant)   | Abandon le 11 novembre (J1 déchirée, santé, et pilote automatique défaillant)   |
| Geoffrey Mataczynski     | 34 ans                 | 1re                    | Fortissimo                            | 2008                   | Abandon le 11 novembre (problème de pilote automatique)                         | Abandon le 11 novembre (problème de pilote automatique)                         | Abandon le 11 novembre (problème de pilote automatique)                         | Abandon le 11 novembre (problème de pilote automatique)                         | Abandon le 11 novembre (problème de pilote automatique)                         |
| Laurent Camprubi         | 62 ans                 | 1re                    | Glaces Romane                         | 2022                   | Abandon le 11 novembre (divers problèmes sur le bateau)                         | Abandon le 11 novembre (divers problèmes sur le bateau)                         | Abandon le 11 novembre (divers problèmes sur le bateau)                         | Abandon le 11 novembre (divers problèmes sur le bateau)                         | Abandon le 11 novembre (divers problèmes sur le bateau)                         |
| Martin Louchart          | 20 ans                 | 1re                    | Randstad-Ausy                         | 2018                   | Abandon le 11 novembre (plusieurs dommages après collision avec rochers)        | Abandon le 11 novembre (plusieurs dommages après collision avec rochers)        | Abandon le 11 novembre (plusieurs dommages après collision avec rochers)        | Abandon le 11 novembre (plusieurs dommages après collision avec rochers)        | Abandon le 11 novembre (plusieurs dommages après collision avec rochers)        |
| Antoine Magre            | 26 ans                 | 1re                    | E.Leclerc Ville-La-Grand              | 2020                   | Abandon le 10 novembre (échoué sur l'île de Batz)                               | Abandon le 10 novembre (échoué sur l'île de Batz)                               | Abandon le 10 novembre (échoué sur l'île de Batz)                               | Abandon le 10 novembre (échoué sur l'île de Batz)                               | Abandon le 10 novembre (échoué sur l'île de Batz)                               |

Course des Class40
Le 9 novembre, juste après quatre heures de course, les trois premiers concurrents franchissent la bouée du Cap Fréhel dans l'ordre suivant : Matthieu Perraut à 18 h 15, Ambrogio Beccaria à 18 h 18 et Luke Berry à 18 h 23.
Le 15 novembre matin vers 9 heures, après cinq jours et 19 heures de courses, le trio de tête composé de Yoann Richomme, Xavier Macaire et Corentin Douguet, traverse l'Archipel des Açores au lever du soleil, avec un écart d'environ 16 milles entre le premier et le troisième. Les navires progressent à une vitesse moyenne de 7 nœuds.

### Catégorie Rhum Multi
| Catégorie Rhum Multi (17 inscrits), | Catégorie Rhum Multi (17 inscrits), | Catégorie Rhum Multi (17 inscrits), | Catégorie Rhum Multi (17 inscrits),  | Catégorie Rhum Multi (17 inscrits), | Catégorie Rhum Multi (17 inscrits),                       | Catégorie Rhum Multi (17 inscrits),                       | Catégorie Rhum Multi (17 inscrits),                       | Catégorie Rhum Multi (17 inscrits),                       | Catégorie Rhum Multi (17 inscrits),                       | Catégorie Rhum Multi (17 inscrits), |
| Skipper                             | Âge                                 | Nb P                                | Bateau                               | Lancé                               | Cl Gén                                                    | Cl Cat                                                    | Date d'arrivée                                            | Temps de course                                           | Moyennes (nœuds)                                          |                                     |
| ----------------------------------- | ----------------------------------- | ----------------------------------- | ------------------------------------ | ----------------------------------- | --------------------------------------------------------- | --------------------------------------------------------- | --------------------------------------------------------- | --------------------------------------------------------- | --------------------------------------------------------- | ----------------------------------- |
| Loïc Escoffier                      | 41 ans                              | 2e                                  | Lodigroup                            | 2022                                | 52e                                                       | 1er                                                       | 25 novembre 2022                                          | 16 j 6 h 37 min 23 s                                      | 9.1 / 11.0                                                |                                     |
| Roland Jourdain                     | 58 ans                              | 5e                                  | We Explore                           | 2022                                | 53e                                                       | 2e                                                        | 25 novembre 2022                                          | 16 j 7 h 21 min 0 s                                       | 9,0 / 10,7                                                |                                     |
| Marc Guillemot                      | 63 ans                              | 5e                                  | Metarom MG5                          | 2021                                | 62e                                                       | 3e                                                        | 26 novembre 2022                                          | 16 j 17 h 51 min 6 s                                      | 8,8 / 10,7                                                |                                     |
| Halvard Mabire                      | 65 ans                              | 5e                                  | GDD                                  | 2021                                | 64e                                                       | 4e                                                        | 26 novembre 2022                                          | 16 j 20 h 0 min 26 s                                      | 8,8 / 9,9                                                 |                                     |
| Gwen Chapalain                      | 53 ans                              | 1re                                 | Guyader Savéol                       | 2020                                | 73e                                                       | 5e                                                        | 27 novembre 2022                                          | 17 j 13 h 19 min 15 s                                     | 8,4 / 10,2                                                |                                     |
| Fabrice Payen                       | 53 ans                              | 2e                                  | Ille et Vilaine Cap vers l'inclusion | 1987                                | 78e                                                       | 6e                                                        | 28 novembre 2022                                          | 18 j 16 h 26 min 59 s                                     | 7,9 / 9,8                                                 |                                     |
| Philippe Poupon                     | 68 ans                              | 5e                                  | Flo                                  | 1990                                | 81e                                                       | 7e                                                        | 28 novembre 2022                                          | 18 j 19 h 3 min 37 s                                      | 7,9 / 10,9                                                |                                     |
| Etienne Hochede                     | 66 ans                              | 3e                                  | PiR2                                 | 1983                                | 82e                                                       | 8e                                                        | 28 novembre 2022                                          | 19 j 5 h 3 min 54 s                                       | 7,7 / 9,2                                                 |                                     |
| Charlie Capelle                     | 67 ans                              | 6e                                  | Acapella La chaîne de l'espoir       | 1981                                | 96e                                                       | 9e                                                        | 30 novembre 2022                                          | 21 j 7 h 56 min 24 s                                      | 6,9 / 8,5                                                 |                                     |
| Christophe Bogrand                  | 59 ans                              | 2e                                  | Château du Launay                    | 1982                                | 97e                                                       | 10e                                                       | 30 novembre 2022                                          | 21 j 8 h 50 min 35 s                                      | 6,9 / 8,7                                                 |                                     |
| Thomas Lurton                       | 25 ans                              | 1re                                 | Moxie-Bâti Armor                     | 1979                                | 98e                                                       | 11e                                                       | 1er décembre 2022                                         | 21 j 20 h 9 min 20 s                                      | 6,7 / 8,2                                                 |                                     |
| Laurent Etheimer                    | 60 ans                              | 1re                                 | Happy                                | 1980                                | 99e                                                       | 12e                                                       | 2 décembre 2022                                           | 22 j 18 h 35 min 0 s                                      | 6,5 / 8,0                                                 |                                     |
| David Ducosson                      | 50 ans                              | 3e                                  | Trilogik Dys de Coeur                | 2003                                | Abandon le 2 décembre (problèmes électroniques et pilote) | Abandon le 2 décembre (problèmes électroniques et pilote) | Abandon le 2 décembre (problèmes électroniques et pilote) | Abandon le 2 décembre (problèmes électroniques et pilote) | Abandon le 2 décembre (problèmes électroniques et pilote) |                                     |
| Gilles Buekenhout                   | 60 ans                              | 4e                                  | Jess                                 | 2011                                | Abandon le 23 novembre (chavirage)                        | Abandon le 23 novembre (chavirage)                        | Abandon le 23 novembre (chavirage)                        | Abandon le 23 novembre (chavirage)                        | Abandon le 23 novembre (chavirage)                        |                                     |
| Erwan Thibouméry                    | 54 ans                              | 3e                                  | Interaction                          | 1990                                | Abandon le 15 novembre (hélitreuillage)                   | Abandon le 15 novembre (hélitreuillage)                   | Abandon le 15 novembre (hélitreuillage)                   | Abandon le 15 novembre (hélitreuillage)                   | Abandon le 15 novembre (hélitreuillage)                   |                                     |
| Brieuc Maisonneuve                  | 48 ans                              | 2e                                  | CMA Île-de-France 60000 Rebonds      | 2019                                | Abandon le 13 novembre (chavirage)                        | Abandon le 13 novembre (chavirage)                        | Abandon le 13 novembre (chavirage)                        | Abandon le 13 novembre (chavirage)                        | Abandon le 13 novembre (chavirage)                        |                                     |
| Oren Nataf                          | 50 ans                              | 1re                                 | Rayon vert                           | 2002                                | Abandon le 10 novembre (grand-voile déchirée)             | Abandon le 10 novembre (grand-voile déchirée)             | Abandon le 10 novembre (grand-voile déchirée)             | Abandon le 10 novembre (grand-voile déchirée)             | Abandon le 10 novembre (grand-voile déchirée)             |                                     |

Course des Rhum Multi
Le 9 novembre, après un peu plus de quatre heures de course (4 h 8 min), les trois premiers concurrents franchissent la bouée du Cap Fréhel dans l'ordre suivant : Fabrice Payen à 18 h 23, Gilles Buekenhout à 18 h 38 et Gwen Chapalain à 18 h 39.
Le 15 novembre matin vers 10 heures, après cinq jours et 20 heures de course, Gilles Buekenhout passe au sud de l'Archipel des Açores avec un écart d'environ 96 milles sur Roland Jourdain et 119 milles sur Loïc Escoffier. Les trois premiers navires progressent à des vitesses moyennes de 9 nœuds à 13 nœuds. La flotte est divisée en deux groupes avec sept voiliers avec la trajectoire du sud des Açores et six autres plus proches des côtes Africaines et du Portugal au nord de Madère. Le guadeloupéen  David Ducosson, fermant la course de sa catégorie, est à l'arrêt à Lorient depuis 13 novembre pour réparer son pilote automatique, en attente d'une fenêtre météo, après une première escale à Brest ; il repart le 17 novembre vers 17 heures à environ 1 500 milles du navire de Gilles Buekenhout, toujours en tête de course.

### Catégorie Rhum Mono
| Catégorie Rhum Mono (12 inscrits), | Catégorie Rhum Mono (12 inscrits), | Catégorie Rhum Mono (12 inscrits), | Catégorie Rhum Mono (12 inscrits),                          | Catégorie Rhum Mono (12 inscrits), | Catégorie Rhum Mono (12 inscrits),                                               | Catégorie Rhum Mono (12 inscrits),                                               | Catégorie Rhum Mono (12 inscrits),                                               | Catégorie Rhum Mono (12 inscrits),                                               | Catégorie Rhum Mono (12 inscrits),                                               | Catégorie Rhum Mono (12 inscrits), |
| Skipper                            | Âge                                | Nb P                               | Bateau                                                      | Lancé                              | Cl Gén                                                                           | Cl Cat                                                                           | Date d'arrivée                                                                   | Temps de course                                                                  | Moyennes (nœuds)                                                                 |                                    |
| ---------------------------------- | ---------------------------------- | ---------------------------------- | ----------------------------------------------------------- | ---------------------------------- | -------------------------------------------------------------------------------- | -------------------------------------------------------------------------------- | -------------------------------------------------------------------------------- | -------------------------------------------------------------------------------- | -------------------------------------------------------------------------------- | ---------------------------------- |
| Jean-Pierre Dick                   | 56 ans                             | 4e                                 | Notre Méditerranée Ville de Nice                            | 2010                               | 59e                                                                              | 1er                                                                              | 26 novembre 2022                                                                 | 16 j 13 h 57 min 51 s                                                            | 8,9 / 10,4                                                                       |                                    |
| Catherine Chabaud                  | 59 ans                             | 2e                                 | Formatives network                                          | 1991                               | 88e                                                                              | 2e                                                                               | 29 novembre 2022                                                                 | 19 j 10 h 18 min 43 s                                                            | 7,6 / 9,2                                                                        |                                    |
| Wilfrid Clerton                    | 51 ans                             | 3e                                 | Cap au Cap Location                                         | 1980                               | 90e                                                                              | 3e                                                                               | 29 novembre 2022                                                                 | 19 j 22 h 11 min 45 s                                                            | Pas Le Tour de La Guadeloupe                                                     |                                    |
| Willy Bissainte                    | 52 ans                             | 4e                                 | Tradisyaon Gwadloup                                         | 2002                               | 94e                                                                              | 4e                                                                               | 30 novembre 2022                                                                 | 20 j 20 h 59 min 10 s                                                            | 7,1 / 9,0                                                                        |                                    |
| Gilles Colubi                      | 63 ans                             | 1re                                | Kornog 2                                                    | 2011                               | 101e                                                                             | 5e                                                                               | 3 décembre 2022                                                                  | 23 j 20 h 23 min 45 s                                                            | 6,2 / 7,9                                                                        |                                    |
| Olivier Nemsguern                  | 49 ans                             | 1re                                | Elora                                                       | 2021                               | 102e                                                                             | 6e                                                                               | 4 décembre 2022                                                                  | 25 j 4 h 26 min 28 s                                                             | 5,9 / 7,3                                                                        |                                    |
| Guy Pronier                        | 59 ans                             | 1re                                | Terranimo                                                   | 1999                               | DNF                                                                              | DNF                                                                              | 7 décembre 2022                                                                  | Hors temps                                                                       | Hors temps                                                                       | Hors temps                         |
| Fabio Gennari                      | 30 ans                             | 1re                                | Bella Donna Race for Pure Ocean                             | 1999                               | DNF                                                                              | DNF                                                                              | 9 décembre 2022                                                                  | Hors temps                                                                       | Hors temps                                                                       | Hors temps                         |
| Arnaud Pennarun                    | 50 ans                             | 1re                                | Viabilis-Pen Duick III ACH Pour les enfants de Robert Debré | 1967                               | DNF                                                                              | DNF                                                                              | 10 décembre 2022                                                                 | Hors temps                                                                       | Hors temps                                                                       | Hors temps                         |
| Remy Gerin                         | 59 ans                             | 1re                                | Faiaoahe                                                    | 2006                               | DNF                                                                              | DNF                                                                              | 10 décembre 2022                                                                 | Hors temps                                                                       | Hors temps                                                                       | Hors temps                         |
| Jean-Sébastien Biard               | 50 ans                             | 1re                                | JSB Déménagements                                           | 1994                               | DNF                                                                              | DNF                                                                              | 15 décembre 2022                                                                 | Hors temps                                                                       | Hors temps                                                                       | Hors temps                         |
| Daniel Ecalard                     | 66 ans                             | 2e                                 | SOS Pare-Brise +                                            | 1998                               | Abandon le 1er décembre (impossibilité d'atteindre l'arrivée avant la fermeture) | Abandon le 1er décembre (impossibilité d'atteindre l'arrivée avant la fermeture) | Abandon le 1er décembre (impossibilité d'atteindre l'arrivée avant la fermeture) | Abandon le 1er décembre (impossibilité d'atteindre l'arrivée avant la fermeture) | Abandon le 1er décembre (impossibilité d'atteindre l'arrivée avant la fermeture) |                                    |

Course des Rhum Mono

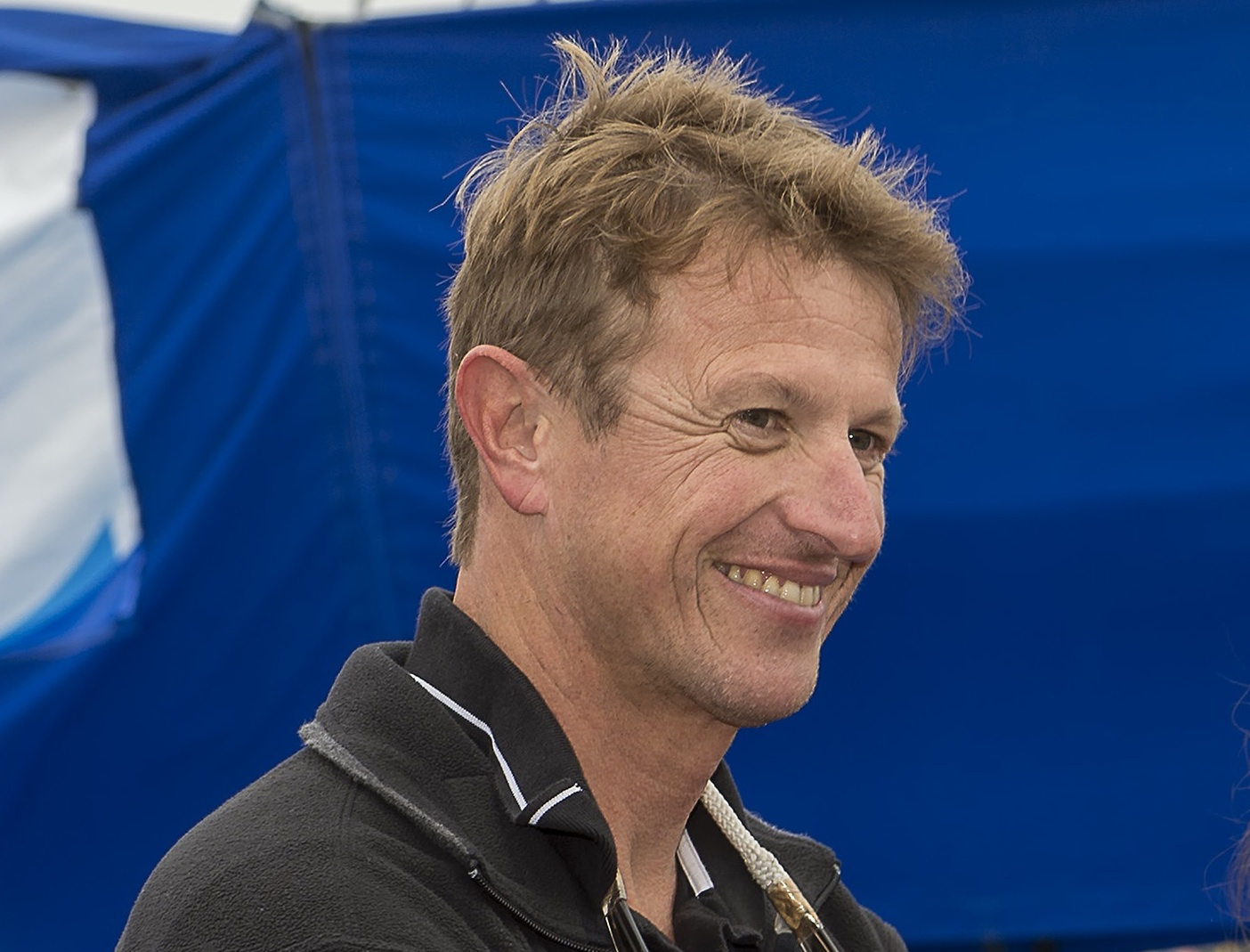
Jean-Pierre Dick.

Le 9 novembre, après un peu plus de quatre heures de course (4 h 11 min), les trois premiers concurrents franchissent la bouée du Cap Fréhel dans l'ordre suivant : Jean-Pierre Dick à 18 h 26, Catherine Chabaud à 18 h 30 et Willy Bissainte à 18 h 48.